# Бури (митологија)
Бури (Búri) у скандинавској митологији био бог, отац Бора и Одинов деда.

## Митологија
Према нордијској митологији, Бури је друго живо биће које је настало и то из леда, који је лизала крава Аудумла. Сваког дана се појављивао по део његовог тела; најпре коса, па глава, па потом читаво тело. Веровали су да је предак богова; имао је способност самооплођења.